# 재럿 잭

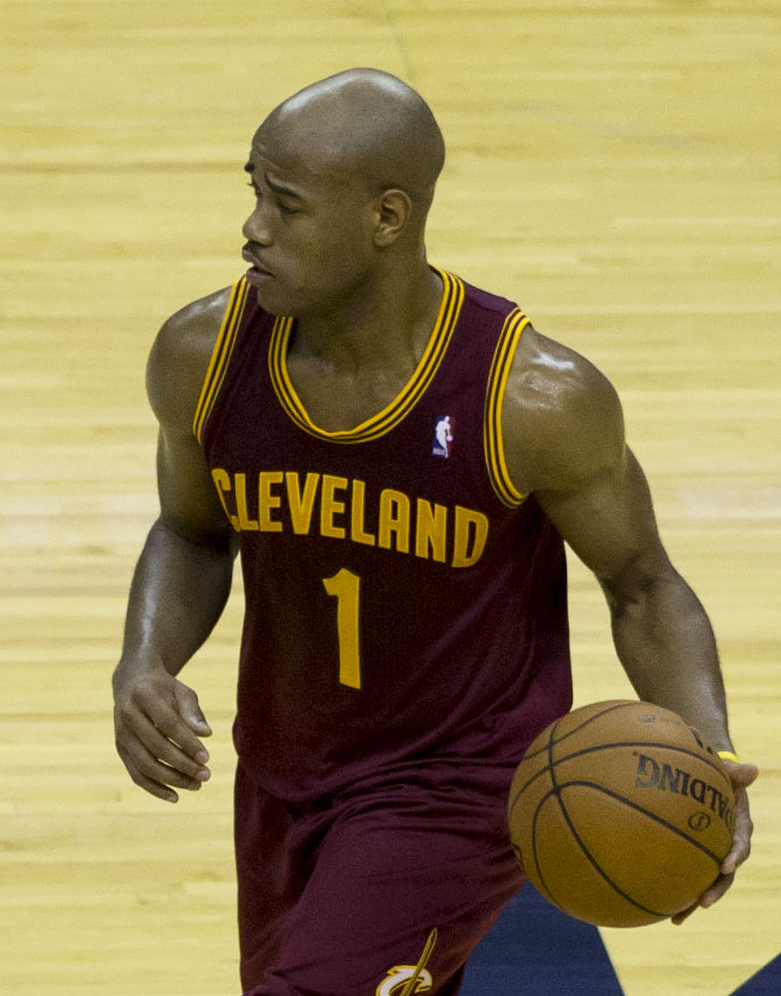

재럿 잭(Jarrett Jack, 1983년 10월 28일 ~ )은 미국의 농구 선수이자 미국 프로 농구 뉴욕 닉스 선수이다.

## NBA 선수 시절
2013년 7월 7일 4년간 2,500만 달러의 조건으로 클리블랜드 캐벌리어스와 계약을 체결했다.

## 참조
1. ↑  재럿 잭, 클리블랜드로 이적 보관됨 2013-11-08 - 웨이백 머신 《바스켓볼코리아》, 2013년 7월 8일